# Kunustara
Kunustara là một thị trấn thống kê (census town) của quận Barddhaman thuộc bang Tây Bengal, Ấn Độ.

## Nhân khẩu
Theo điều tra dân số năm 2001 của Ấn Độ, Kunustara có dân số 5416 người. Phái nam chiếm 56% tổng số dân và phái nữ chiếm 44%. Kunustara có tỷ lệ 67% biết đọc biết viết, cao hơn tỷ lệ trung bình toàn quốc là 59,5%: tỷ lệ cho phái nam là 77%, và tỷ lệ cho phái nữ là 55%. Tại Kunustara, 13% dân số nhỏ hơn 6 tuổi.